# Julián de Arriaga
Julián Manuel de Arriaga y Rivera (* 19. Dezember 1700 in Segovia, Spanien; † 28. Januar 1776 in Madrid, Spanien) war ein spanischer Adeliger, Offizier und Minister.

## Leben

### Herkunft und Familie
Julián war der vierte Sohn von Diego Luis de Arriaga y San Martín und María Rivera y Duque de Estrada. Sein Onkel Julián Manuel de Arriaga y San Vítores war als corregidor ein höherer Kommunalbeamter in Segovia. Sein Vater amtierte als Alcalde von Burgos.

### Ausbildung und Militärkarriere
Als nachgeborener Sohn einer Adelsfamilie ohne Vermögen stand Julián vor der Wahl, Militär- oder Kirchenkarriere zu machen. Er wählte beides, indem er mit 17 Jahren als Ritter dem Johanniterorden beitrat. Er gelobte Armut, Gehorsam und Keuschheit und blieb zeit seines Lebens unverheiratet. Die Johanniter von Malta kämpften mit ihren Galeeren Anfang des 18. Jahrhunderts gegen Freibeuter aus Nordafrika. Hier sammelte er erste Kriegserfahrungen.
1728 wechselte er im Range eines Leutnants (alférez de fragata) in die königlich spanische Marine und wurde unter Rodrigo de Torres mehrfach in der Karibik eingesetzt. Ab 1732 diente er im westlichen Mittelmeer bei der Bekämpfung algerischer Piraten; mit der Flotte von Francisco Javier Cornejo nahm er an der Eroberung von Oran teil.
1733 befehligte er Transportschiffe, die die Spanier in Italien unter Fernando Pérez de Pulgar, Graf von Clavijo, versorgten. Im Jahr darauf trat er der Flotte von General José González de Alderete bei und erhielt das Kommando über die Fregatte Constante. 1739 brach zwischen England und Spanien der War of Jenkins’ Ear aus; Arriaga segelte erneut in die Karibik und blieb dort bis 1744 im Einsatz. Dann folgte die Versetzung zurück ins Mittelmeer.

### Amtszeit als Gouverneur in Venezuela
1749 leitete er die Strafexpedition zur Niederschlagung des Aufstands gegen die Compañía Guipuzcoana de Caracas in Venezuela. Als die Aufständischen unter Juan Francisco de León mit einer Truppe von 1.500 Mann besiegt waren, regierte Julián de Arriaga kurz als interimistischer Gouverneur und Generalkapitän der Provinz.

### Karriere als Kolonialminister
1751 kehrte er nach Spanien zurück. König Ferdinand VI. ernannte ihn zum Kammerherrn, und er übernahm die Leitung der Casa de Contratación in Cádiz, der Zollbehörde, die den gesamten Schiffs- und Warenverkehr zwischen Spanien und Amerika überwachte.
Nach dem Sturz von Zenón de Somodevilla y Bengoechea übernahm Arriaga dessen Amt als Staatsminister für Seefahrt und Kolonien. 1755 wurde er zum Generalleutnant befördert.
Im Siebenjährigen Krieg hielt sich Spanien zunächst – auf Drängen des Premierministers Ricardo Wall – neutral. Zudem verhinderte die Erkrankung und der Tod des Königs Ferdinand VI. ein energischeres Eingreifen gegen die britischen Übergriffe in der Karibik. 1761 trat Spanien als Bündnispartner Frankreichs in den Krieg ein. Im Jahr darauf wurden die spanischen Philippinen und Havanna auf Kuba von den Briten eingenommen.
Die spanische Regierung sah erheblichen Reformbedarf in der Verwaltung und Verteidigung ihrer Kolonien. Vorschläge und Denkschriften existierten reichlich, aber der konservativ eingestellte Arriaga verwehrte sich gegen eine umfassende Verwaltungsreform, welche die Vizekönigreiche in kleinere Einheiten teilen und durch dezentrale Intendencias nach französischem Vorbild ergänzen sollte. Auch dem Vorschlag, den Handel mit den Kolonien zu liberalisieren, stand er skeptisch gegenüber.
Trotz seiner Vorbehalte entsandte er mit José de Gálvez y Gallardo einen energischen Reformer, ausgestattet mit weitreichenden Vollmachten als General-Visitor ins Vizekönigreich Neuspanien, um dort die Kolonialverwaltung, das System der Steuererhebung und die Militärorganisation grundlegend zu erneuern.
Zugleich bemühte er sich um eine Verstärkung und Modernisierung der spanischen Marine. Allerdings verwehrte ihm der Finanzminister, Juan Francisco Ruiz de Gaona, Graf von Valdeparaíso, die Mittel dafür, so dass er nur in kleinerem Maße neue Schiffe bauen lassen konnte. 1775 entsandte er eine Expedition nach Algerien.
1776 fiel er bei Hofe in Ungnade, da er sich für den Jesuitenorden einsetzte, den König Karl III. aus allen spanischen Kolonien vertreiben ließ. Bevor er seines Postens enthoben werden konnte, starb er im Januar 1776.
Das Marine- und Kolonialministerium wurde nach seinem Tode aufgeteilt. Die Verantwortung für die Marine übernahm Pedro González de Castejón, die Kolonialverwaltung unterstand fortan José de Gálvezy Gallardo.